# Serbie aux Jeux olympiques d'été de 2016
La Serbie participe aux Jeux olympiques d'été de 2016 à Rio de Janeiro au Brésil du 5 au 21 août.

## Athlétisme

### Homme

#### Course
| Athlètes            | Compétitions     | Série   | Série | Demi-Finales | Demi-Finales | Finale          | Finale  |
| ------------------- | ---------------- | ------- | ----- | ------------ | ------------ | --------------- | ------- |
| Athlètes            | Compétitions     | Temps   | Rang  | Temps        | Rang         | Temps           | Rang    |
| Andjelko Risticevic | Marathon         | NC      | NC    | NC           | NC           | 2 h 30 min 17 s | 119e    |
| Milan Ristić        | 110 mètres haies | 13 s 66 | 6e    | Eliminé      | Eliminé      | Eliminé         | Eliminé |
| Vladimir Savanovic  | 50 km marche     | NC      | NC    | NC           | NC           | 4 h 15 min 53 s | 42e     |
| Nenad Filipovic     | 50 km marche     | NC      | NC    | NC           | NC           | 4 h 25 min 41 s | 46e     |
| Predrag Filipović   | 50 km marche     | NC      | NC    | NC           | NC           | 4 h 39 min 48 s | 49e     |

#### Concours
| Athlétes        | Compétitions    | Série    | Série | Finale   | Finale  |
| --------------- | --------------- | -------- | ----- | -------- | ------- |
| Athlétes        | Compétitions    | Résultat | Rang  | Résultat | Rang    |
| Asmir Kolašinac | Lancer du poids | 20,16 m  | 15e   | Eliminé  | Eliminé |

### Femme

#### Course
| Athlètes       | Compétitions | Série         | Série | Demi-finales  | Demi-finales | Finale  | Finale  |
| -------------- | ------------ | ------------- | ----- | ------------- | ------------ | ------- | ------- |
| Athlètes       | Compétitions | Temps         | Rang  | Temps         | Rang         | Temps   | Rang    |
| Tamara Salaski | 400 mètres   | 52 s 70       | 3e    | Eliminé       | Eliminé      | Eliminé | Eliminé |
| Amela Terzić   | 800 mètres   | 2 min 00 s 99 | 2e    | 2 min 03 s 81 | 7e           | Eliminé | Eliminé |
| Amela Terzić   | 1 500 mètres | 4 min 15 s 17 | 10e   | Eliminé       | Eliminé      | Eliminé | Eliminé |
| Olivera Jevtić | Marathon     | NC            | NC    | NC            | NC           | DNF     | /       |

## Aviron
Légende: FA = finale A (médaille) ; FB = finale B (pas de médaille) ; FC = finale C (pas de médaille) ; FD = finale D (pas de médaille) ; FE = finale E (pas de médaille) ; FF = finale F (pas de médaille) ; SA/B = demi-finales A/B ; SC/D = demi-finales C/D ; SE/F = demi-finales E/F ; QF = quarts de finale; R= repêchage
| Athlète                          | Compétition              | Séries        | Séries | Repêchage     | Repêchage | Demi-finales  | Demi-finales | Finale        | Finale |
| Athlète                          | Compétition              | Temps         | Rang   | Temps         | Rang      | Temps         | Rang         | Temps         | Rang   |
| -------------------------------- | ------------------------ | ------------- | ------ | ------------- | --------- | ------------- | ------------ | ------------- | ------ |
| Nenad Beđik Miloš Vasić          | Deux sans barreur hommes | Abd           | Abd    | 6 min 34 s 52 | 2 SA/B    | 6 min 31 s 00 | 5 FB         | 7 min 04 s 71 | 10     |
| Marko Marjanović Andrija Šljukić | Deux de couple hommes    | 7 min 07 s 29 | 4 R    | 6 min 20 s 62 | 3 SA/B    | 6 min 27 s 66 | 5 FB         | 7 min 03 s 13 | 10     |

## Cyclisme

### Cyclisme sur route
| Athlète     | Compétition            | Temps       | Rang |
| ----------- | ---------------------- | ----------- | ---- |
| Ivan Stević | Course en ligne hommes | non terminé | NC   |

### VTT
| Athlète          | Compétition              | Temps | Rang |
| ---------------- | ------------------------ | ----- | ---- |
| Jovana Crnogorac | Cross-country VTT femmes |       |      |

## Natation
| Athlète     | Épreuve       | Séries        | Séries | Demi-finales | Demi-finales | Finale   | Finale   |
| Athlète     | Épreuve       | Temps         | Rang   | Temps        | Rang         | Temps    | Rang     |
| ----------- | ------------- | ------------- | ------ | ------------ | ------------ | -------- | -------- |
| Anja Crevar | 400 m 4 nages | 4 min 43 s 19 | 20e    | NC           | NC           | Éliminée | Éliminée |

| Athlète             | Épreuve      | Séries        | Séries | Demi-finales | Demi-finales | Finale  | Finale  |
| Athlète             | Épreuve      | Temps         | Rang   | Temps        | Rang         | Temps   | Rang    |
| ------------------- | ------------ | ------------- | ------ | ------------ | ------------ | ------- | ------- |
| Velimir Stjepanovic | 400 m libre  | 3 min 46 s 78 | 14e    | NC           | NC           | Éliminé | Éliminé |
| Čaba Silađi         | 100 m brasse | 1 min 00 s 76 | 26e    | Éliminé      | Éliminé      | Éliminé | Éliminé |

## Volley-ball

### Tournoi féminin
L'équipe de Serbie de volley-ball féminin se qualifie pour les Jeux en tant que finaliste de la Coupe du monde de volley-ball féminin 2015.

## Water-polo

### Tournoi masculin
L'équipe de Serbie de water-polo masculin se qualifie pour les Jeux en remportant la Ligue mondiale de water-polo masculin 2015.victoire 11 à 7 pour la Serbie